# Кубок Норвегії з футболу 2001
Кубок Норвегії з футболу 2001 — 96-й розіграш кубкового футбольного турніру в Норвегії. Титул вп'яте здобув Вікінг.

## Календар
| Раунд       | Дата              | Матчі | Клуби    |
| ----------- | ----------------- | ----- | -------- |
| 1/64 фіналу | 8-9 травня 2001   | 64    | 128 → 64 |
| 1/32 фіналу | 12-20 червня 2001 | 32    | 64 → 32  |
| 1/16 фіналу | 27 червня 2001    | 16    | 32 → 16  |
| 1/8 фіналу  | 18-25 липня 2001  | 8     | 16 → 8   |
| 1/4 фіналу  | 1-22 серпня 2001  | 4     | 8 → 4    |
| 1/2 фіналу  | 23 вересня 2001   | 2     | 4 → 2    |
| Фінал       | 4 листопада 2001  | 1     | 2 → 1    |

## 1/16 фіналу
| Команда 1      | Рахунок      | Команда 2      |
| -------------- | ------------ | -------------- |
| 27 червня 2001 |              |                |
| Буде-Глімт     | 3:0          | Мо (3)         |
| Бранн          | 6:1          | Нест-Сотра (3) |
| Гарстад (3)    | 0:1          | Тромсе         |
| Годд (2)       | 2:2 пен. 4:1 | Русенборг      |
| Лев-Гам (3)    | 1:3          | Согндал        |
| Молде          | 6:0          | Скарбевік (3)  |
| Мосс           | 3:1 дч       | Ромеріке (3)   |
| Нюбергсун (3)  | 1:4          | Ліллестрем     |
| Одд Гренланн   | 4:1          | Осло Ест (3)   |
| Скейд (2)      | 1:2          | Брюне          |
| Стабек         | 3:1          | Рауфосс (2)    |
| Стремсгодсет   | 5:1          | Вердал (3)     |
| Вікінг         | 5:0          | Відар (3)      |
| Старт (2)      | 2:0 дч       | Олесунн (2)    |
| Волеренга (2)  | 1:0          | Генефосс (2)   |
| Ерн Хортен (2) | 2:1          | Бюосен (2)     |

## 1/8 фіналу
| Команда 1     | Рахунок | Команда 2      |
| ------------- | ------- | -------------- |
| 18 липня 2001 |         |                |
| Бранн         | 6:0     | Ерн Хортен (2) |
| 25 липня 2001 |         |                |
| Годд (2)      | 0:1     | Одд Гренланн   |
| Брюне         | 3:2     | Молде          |
| Тромсе        | 2:0     | Стабек         |
| Ліллестрем    | 5:1     | Стремсгодсет   |
| Буде-Глімт    | 1:3     | Вікінг         |
| Согндал       | 2:1 дч  | Старт (2)      |
| Волеренга (2) | 2:0     | Мосс           |

## 1/4 фіналу
| Команда 1      | Рахунок | Команда 2     |
| -------------- | ------- | ------------- |
| 1 серпня 2001  |         |               |
| Вікінг         | 1:0     | Тромсе        |
| 22 серпня 2001 |         |               |
| Брюне          | 3:2     | Волеренга (2) |
| Ліллестрем     | 3:0     | Бранн         |
| Одд Гренланн   | 2:0     | Согндал       |

## 1/2 фіналу
| Команда 1       | Рахунок | Команда 2    |
| --------------- | ------- | ------------ |
| 23 вересня 2001 |         |              |
| Вікінг          | 2:1     | Одд Гренланн |
| Брюне           | 4:0     | Ліллестрем   |

## Фінал
| 4 листопада 2001 |

| Брюне | 0:3      | Вікінг                                 |
| ----- | -------- | -------------------------------------- |
|       | Протокол | Ескеланд 4' (аг) Берре 56' Тіхінен 72' |

| Уллевол, Осло Глядачів: 25 823 Арбітр: К'єлл Алсет |